# Rona, Yttre Hebriderna
Rona är en ö i Storbritannien. Den ligger i den norra delen av landet, 900 km norr om huvudstaden London. Arean är 1,09 kvadratkilometer. 